# Vibrio fischeri
Vibrio fischeri è un batterio Gram negativo, a forma di bastoncello, diffuso in tutto il mondo negli ambienti marini. V. fischeri ha proprietà bioluminescenti, e si trova prevalentemente in simbiosi con vari animali marini, come i sepiolidi. È eterotrofo e si muove per mezzo di flagelli. I V. fischeri che vivono liberi sopravvivono su materia organica in decomposizione (vedi saprofita). Il batterio è un organismo chiave della ricerca per l'esame della bioluminescenza microbica, del quorum sensing e della simbiosi batterico-animale. Prende il nome in onore di Bernhard Fischer, un microbiologo tedesco.
Il confronto dell'rRNA ha portato alla riclassificazione di questa specie dal genere Vibrio a quello recentemente creato Aliivibrio nel 2007.

## Ecologia
V. fischeri planctonici si trovano in bassissime quantità (quasi non individuabili) in quasi tutti gli oceani del mondo, presenti preferenzialmente in acque temperate e subtropicali. Questi V. fischeri che vivono liberi si sostengono con sostanze organiche dentro l'acqua. Si trovano in concentrazioni superiori in simbiosi con certi organismi di alto mare all'interno di speciali organi luminosi; o come parte del normale microbiota enterale (intestino) di animali marini.

## Relazione simbiotica
Le relazioni simbiotiche nei pesci monocentridi e nei calamari sepiolidi sembrano essersi evolute separatamente. La più prolifica di queste relazioni è con il calamaro gigante delle Hawaii (Euprymna scolopes).
I V. fischeri che vivono liberi nell'oceano inoculano gli organi luminosi di calamari e pesci giovani. Le cellule ciliate dentro gli organi luminosi aspirano selettivamente i batteri simbiotici. Queste celle promuovono la crescita dei simbionti e respingono attivamente qualsiasi concorrente. I batteri fanno morire queste cellule una dopo l'altra una volta che l'organo luminoso è sufficientemente colonizzato. 
L'organo luminoso di certi calamari contiene placche riflettenti che intensificano e dirigono la luce prodotta, a causa di proteine conosciute come riflettine. Esse regolano la luce per impedire al calamaro di proiettare un'ombra nelle notti illuminate dalla luna, ad esempio. I calamari sepiolidi espellono il 90% dei batteri simbiotici nel loro organo luminoso ogni mattina in un processo noto come "sfiatamento" (venting). Si ipotizza che lo sfiatamento fornisca la fonte degli inoculi che vivono liberi per i calamari appena usciti dalle uova.

## Bioluminescenza
La bioluminescenza di V. fischeri è causata dalla trascrizione dell'operone Lux, indotta dal quorum sensing dipendente dalla popolazione. La luminescenza si vede soltanto quando la densità della popolazione raggiunge un certo livello. Sembra che la luminescenza segua un ritmo circadiano. Cioè, è più luminoso durante il periodo notturno che durante quello diurno. Si è anche mostrato che i livelli di bioluminescenza sono proporzionalmente legati sia alla protezione contro il danno della radiazione ultravioletta ai geni sia alla patogenicità del V. fischeri bioluminescente.

## Genetica della bioluminescenza
Il sistema batterico luciferine-luciferasi è codificato da un insieme di geni denominato l'operone ''lux''. In V. fischeri, cinque di questi geni (luxCDABE) sono stati identificati come attivi nell'emissione della luce visibile, e due geni (luxR e luxI) sono coinvolti nella regolazione dell'operone. Parecchi fattori esterni ed intrinseci sembrano indurre ed inibire la trascrizione di questo insieme di geni e producono o sopprimono l'emissione luminosa. Altre ricerche sono in corso per migliorare la nostra comprensione di questi processi.
Il batterio bioluminescente Gram-negativo Vibrio fischeri è una delle molte specie di batteri che formano comunemente relazioni simbiotiche con organismi marini. Gli organismi contengono batteri che usano la bioluminescenza così da poter trovare i compagni, tenere lontano i predatori, attrarre la preda o comunicare con altri organismi (Widder, 2010). In cambio, l'organismo all'interno del quale i batteri stanno vivendo fornisce ai batteri un ambiente ricco di nutrienti (Winfrey et al., 1997). L'operone lux è un frammento di 9 kilobase del genoma del V. fischeri che controlla la bioluminescenza attraverso la catalizzazione dell'enzima luciferasi (Meighen, 1991). L'operone lux ha una sequenza genica nota di luxCDAB(F)E, dove luxA e luxB rappresentano i geni codificanti i componenti della luciferasi, e luxCDE è il frammento genico contenente i geni codificanti un complesso della reduttasi per acidi grassi che fabbrica gli acidi grassi necessari per il meccanismo della luciferasi (Meighen, 1991). Il gene luxC codifica l'enzima acil-reduttasi, il gene luxD l'acil-transferasi, e il  gene luxE le proteine richieste per l'enzima acil-proteina sintetasi. La luciferasi produce una luce verde/azzurra attraverso l'ossidazione del flavina mononucleotide ridotto e di un'aldeide a catena lunga per mezzo di ossigeno biatomico. La reazione è sintetizzata sotto:
FMNH2+O2+R-CHO → FMN + R-COOH + H2O + Luce
Il flavina flavinmononucleotide ridotto (FMNH) è fornito dal gene fre, chiamato anche LuxG. In V. fischeri, è direttamente accanto a LuxE (che dà LuxCDABE-fre) da 1042306 a 1048745.
Per generare l'aldeide richiesta nella reazione di cui sopra, sono necessari tre enzimi addizionali. Gli acidi grassi richiesti per la reazione sono estratti dal percorso della biosintesi degli acidi grassi per mezzo dell'enzima acil-transferasi. L'acil-transferasi reagisce con l'acil-ACP per liberare R-COOH, un acido grasso libero. R-COOH è ridotto mediante un sistema a due enzimi ad un'aldeide. La reazione è mostrata sotto:
R-COOH+ATP+NADPH→ R-CHO+AMP+PP+NADP+
Sebbene l'operone lux codifichi gli enzimi necessari perché i batteri brillino, la bioluminescenza è regolata per autoinduzione. Un autoinduttore è un promotore trascrizionale degli enzimi trascrizionali necessari per la bioluminescenza. Prima che il bagliore possa luminizzato, deve essere presente una certa concentrazione di un autoinduttore. Così, perché si manifesti la bioluminescenza, dovrebbero essere presenti nell'organismo elevate concentrazioni di colonie di V. fischeri.

## Lista di sinonimi
- Achromobacter fischeri (Beijerinck 1889) Bergey et al. 1930
- Bacillus fischeri (Beijerinck 1889) Trevisan 1889
- Bacterium phosphorescens indigenus (Eisenberg 1891) Chester 1897
- Einheimischer leuchtbacillus Fischer 1888
- Microspira fischeri'' (Beijerinck 1889) Chester 1901
- Microspira marina (Russell 1892) Migula 1900
- Photobacterium fischeri Beijerinck 1889
- Vibrio noctiluca Weisglass e Skreb 1963 [8]